# Divizia Secuiască de Frontieră
Divizia Secuiască de Frontieră (maghiară Székely Határőr Hadosztály) a fost o formațiune paramilitară ungară oficială din timpul celui de-Al doilea Război Mondial, înființată în Ardealul de Nord după Dictatul de la Viena.

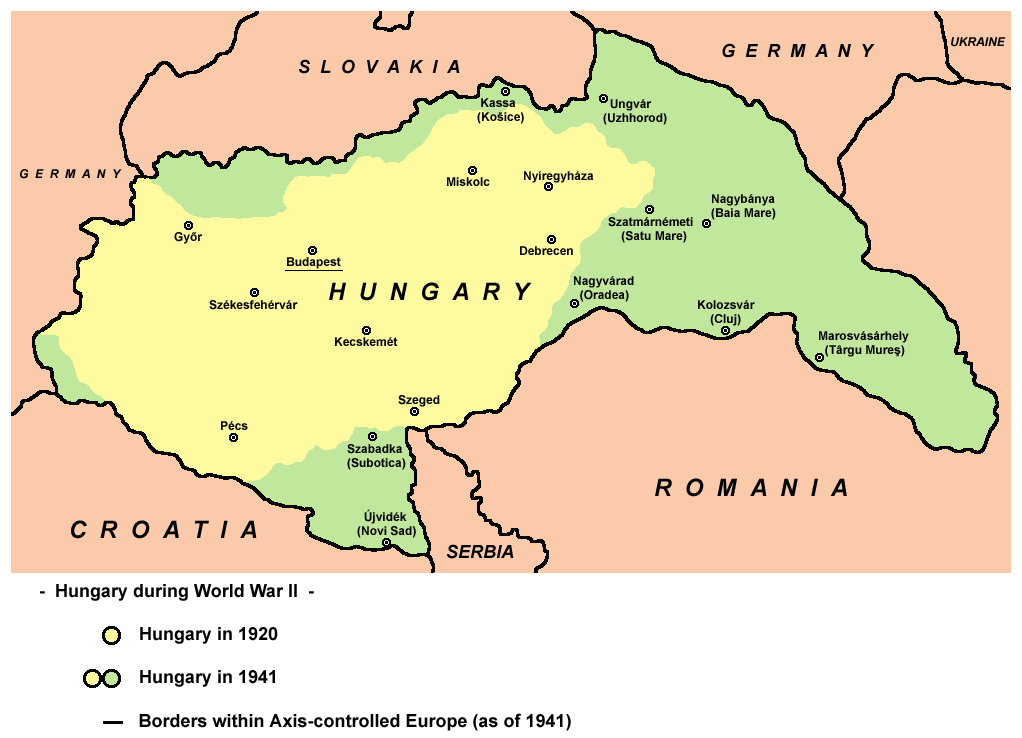
„Colţul secuiesc” transilvănean era separat de restul statului ungar, printr-o gâtuitură.

Modalitatea în care Transilvania a fost divizată în 1940 a făcut ca apărarea de către trupele maghiare a „colțului secuiesc”, legat doar printr-o cale ferată de restul statului ungar, să devină o problemă dificil de soluționat. Ca atare, Divizia Secuiască de Frontieră a fost destinată să contribuie, la nevoie, la o acțiune locală a trupelor din secuime. Aceasta a avut în vedere ipoteza că respectivele trupe ar fi fost izolate de restul forțelor armate ungare, prin ocuparea zonei mai înguste a teritoriului statului ungar de pe aliniamentul Sărmășel-Vatra Dornei. Ca atare, „colțul secuiesc” a fost alimentat cu stocuri de provizii, muniții și furnituri militare pentru această eventualitate. 
Teritoriul de pe care această formațiune a recrutat etnici maghiari și secui nemobilizați a fost format din cel al fostelor scaune secuiești, respectiv din județele Mureș, Ciuc, Trei Scaune și Odorhei. Au existat patru regimente de gardă secuiască, acestea având sediile la Târgu Mureș, Miercurea Ciuc, Sfântu Gheorghe și Odorheiu Secuiesc. Regimentele au cuprins în structură 9 batalioane volante (un batalion având în 1943 câte 4 companii a 250 de oameni) și câte o companie fixă pentru fiecare plasă.
Comandamentul și statul său major au fost la Târgu Mureș. Atât regimentele, cât și batalioanele componente au fost comandate de către ofițeri activi, iar companiile de către ofițeri din partea locului, aflați în rezervă.
Pregătirea militară a recruților s-a făcut la un centru de instrucție din Sovata care avea cadre active de infanterie și artilerie detașate de la unitățile militare din regiune. Cu începere din anul 1942, aici au fost concentrate pentru trei săptămâni serii de câte 2.000  de soldați, subofițeri și ofițeri, lăsate apoi la vatră. 
Formațiunea a fost dotată cu armament, muniție si echipament militar, inclusiv cu artilerie. Armamentul și muniția subunităților din diverse localități au fost păstrate la posturile comunale de jandarmi, iar cea a batalioanelor la sediile acestora.